# オールトン (バージニア州)
オールトン（英語: Alton) は、 ウォーレンス・ショップ（英語: Warrens Shop) とも呼ばれる、アメリカ合衆国バージニア州ハリファックス郡の非法人地域である。

## 観光
- ブランドン・プランテーション （ アメリカ合衆国国家歴史登録財に登録されているプランテーション )
- バージニア・インターナショナル・レースウェイ